# Roman Kochnowski
Roman Kochnowski (ur. 23 sierpnia 1960 w Gliwicach) – polski nauczyciel akademicki, profesor nauk humanistycznych w zakresie historii wojskowości. Od 2020 roku dziekan Wydziału Nauk Społecznych Uniwersytetu Komisji Edukacji Narodowej w Krakowie.

## Życiorys
Po uzyskaniu świadectwa dojrzałości i pomyślnym zdaniu egzaminów wstępnych rozpoczął studia politologiczne w Instytucie Nauk Politycznych i Dziennikarstwa Uniwersytetu Śląskiego w Katowicach. Od II roku studiów realizował je na podstawie indywidualnego programu, rozszerzając go o przedmioty związane z niemcoznawstwem. W listopadzie 1982 roku jako student IV roku został laureatem II Ogólnopolskiego Sympozjum Niemcoznawczego zorganizowanego przez Uniwersytet im. Adama Mickiewicza w Poznaniu. Nagrodzony referat: Stanowisko SPD wobec granicy na Odrze i Nysie 1945 – 1949 był zarazem jego pierwszą publikacją naukową. Pracą magisterską nt. Stanowisko SPD wobec granicy na Odrze i Nysie w latach 1945–1972, napisaną pod kierunkiem doc. dr. hab. Adama Hrebendy ukończył studia magisterskie w marcu 1983 roku uzyskując dyplom z wyróżnieniem. 15 marca 1983 roku rozpoczął pracę na stanowisku asystenta stażysty w Zakładzie Historii Myśli Politycznej Instytutu Nauk Politycznych i Dziennikarstwa Uniwersytetu Śląskiego. W latach 1984–1988 przygotował rozprawę doktorską nt. Stanowisko SPD wobec jedności państwa i narodu niemieckiego w latach 1945–1975, obronioną na Wydziale Nauk Społecznych Uniwersytetu Śląskiego 19 grudnia 1988 roku.
Od 6 stycznia 1989 roku pracował w Zakładzie na stanowisku adiunkta. W 1990 roku był stypendystą Fundacji im. Friedricha Eberta, a w 1992 roku Fundacji im. Konrada Adenauera w Niemczech. Wedle wypowiedzi szefa archiwum Stiftung Bundeskanzler Konrad Adenauer Haus w Bad Honnef dr Kochnowski był pierwszym badaczem z krajów byłego bloku radzieckiego dopuszczonym do archiwalnej spuścizny kanclerza Konrada Adenauera bez żadnych ograniczeń. Zebrany w niemieckich archiwach materiał umożliwił przygotowanie rozprawy habilitacyjnej nt: Spór o Niemcy. Problem niemiecki w myśli politycznej Konrada Adenauera i Kurta Schumachera w latach 1945–1952, wydanej nakładem Wydawnictwa Uniwersytetu Śląskiego. Na jej podstawie, jak również pozytywnych recenzji całości dorobku naukowego po pomyślnym zaliczeniu kolokwium habilitacyjnego przed Radą Wydziału Nauk Społecznych U. Śl. (12 marca 2002 r.) i zatwierdzeniu decyzji Rady przez Centralną Komisję Kwalifikacyjną do spraw Stopni i Tytułu Naukowego (24 czerwca 2002 r.) uzyskał stopień doktora habilitowanego.
Od 2001 roku w ramach tzw. II etatu był zatrudniony m.in. na Uniwersytecie Opolskim (2001-2002), na Akademii Techniczno-Humanistycznej w Biesku Białej (2002-2004) oraz Uniwersytecie Ekonomicznym w Katowicach (2011-2013). Roman Kochnowski współpracuje ponadto z licznymi ośrodkami zagranicznymi, m.in. z wiedeńskim Institut für den Donauraum und Mittleleuropa, Europäische Akadermie der Zivilgesellschaft w Eggenburgu (Austria) oraz Zentrum für Militärgeschichte der Bundeswehr w Poczdamie i All Souls College Oxford University. W semestrze letnim roku akademickiego 2011/2012 był visting profesor w Katedrze Komunikacji Społecznej Uniwersytetu im. Konstantyna Filozofa w Nitrze (Słowacja). Po uzyskaniu stopnia doktora habilitowanego Roman Kochnowski zmienił nieco swe zainteresowania naukowe, rozszerzając je o militarne aspekty dziejów i współczesności Austrii oraz Niemiec. W latach 2007–2018 Roman Kochnowski pełniąc funkcję profesora uczelnianego, pracował w Instytucie Politologii Uniwersytetu Pedagogicznego im. Komisji Edukacji Narodowej w Krakowie. Od 2018 roku związany z Instytutem Nauk o Bezpieczeństwie (obecnie: Instytut Bezpieczeństwa i Informatyki), gdzie pełni obowiązki kierownika Katedry Bezpieczeństwa Militarnego.
W roku akademickim 2016-2017 Prodziekan Wydziału Humanistycznego Uniwersytetu Pedagogicznego w Krakowie, w latach 2017–2019 Prodziekan Wydziału Politologii, od 2020 roku Roman Kochnowski sprawuje funkcję Dziekana Wydziału Nauk Społecznych.
Prof. dr hab. Roman Kochnowski jest autorem 8 monografii, redaktorem 4 monografii zbiorowych, opublikował ponad 100 artykułów naukowych oraz popularnonaukowych, przyczynków oraz recenzji. Wypromował 9 doktorów i ponad 100 magistrów. Był recenzentem w 8 przewodach doktorskich na Uniwersytecie Śląskim, Uniwersytecie im. Adama Mickiewicza w Poznaniu, na Uniwersytecie Wrocławskim oraz Uniwersytecie Pedagogicznym w Krakowie. Dwukrotnie pełnił funkcje recenzenta w przewodach habilitacyjnych, a także kilkakrotnie był członkiem komisji habilitacyjnej. Od 1990 roku jest małżonkiem dr Anny Kochnowskiej (z domu Dziatkiewicz), anglistki i politologa oraz ojcem trzech dorosłych synów. W wolnym czasie zajmuje się historią kolejnictwa oraz modelarstwem kolejowym.

## Wybrane publikacje
- 1991: Stanowisko SPD wobec jedności Niemiec w latach 1945–1955.
- 1999: Spór o Niemcy: problem niemiecki w myśli politycznej Konrada Adenauera i Kurta Schumachera w latach 1945–1952.
- 2009: Przy Tobie Najjaśniejszy Panie stoimy i stać chcemy: monarchia habsburska w polskiej myśli politycznej lat 1860–1914.
- 2012: Pojedynek koło Zatoki Rekina 19 XI 1941, seria Pola Bitew.
- 2012: Państwo stanowe czy dyktatura proletariatu? Geneza upadku austriackiej demokracji w latach 1927–1934. Studium politologiczne.
- 2013: Bitwa u ujścia La Platy 13 XII 1939, seria Pola Bitew.
- 2015: Niemieckie działania krążownicze w latach 1939–1942, seria Bitwy/Taktyka
- 2015: Floty niemieckie w XX stuleciu. Od Kaiserliche Marine do Deutsche Marine[11].
- 2017: Mit mocarstwowości w myśli politycznej II RP[12].
- 2019: Bitwa u ujścia La Plata – stare mity, nowe fakty.
- 2020: Flota austriacka 1382–1918[13].
- 2021: NVA a upadek muru berlińskiego[14].
- 2022: Floty niemieckie wczoraj i dziś, seria Bitwy/Taktyka.